# Grand Hotel Duchi d'Aosta
Le Grand Hotel Duchi d'Aosta, également connu sous le nom d'Hotel Vanoli et Osteria Grande, est un bâtiment historique de Trieste dans le Frioul-Vénétie Julienne en Italie, situé sur la Piazza Unità d'Italia, en face du Palazzo Stratti.

## Histoire

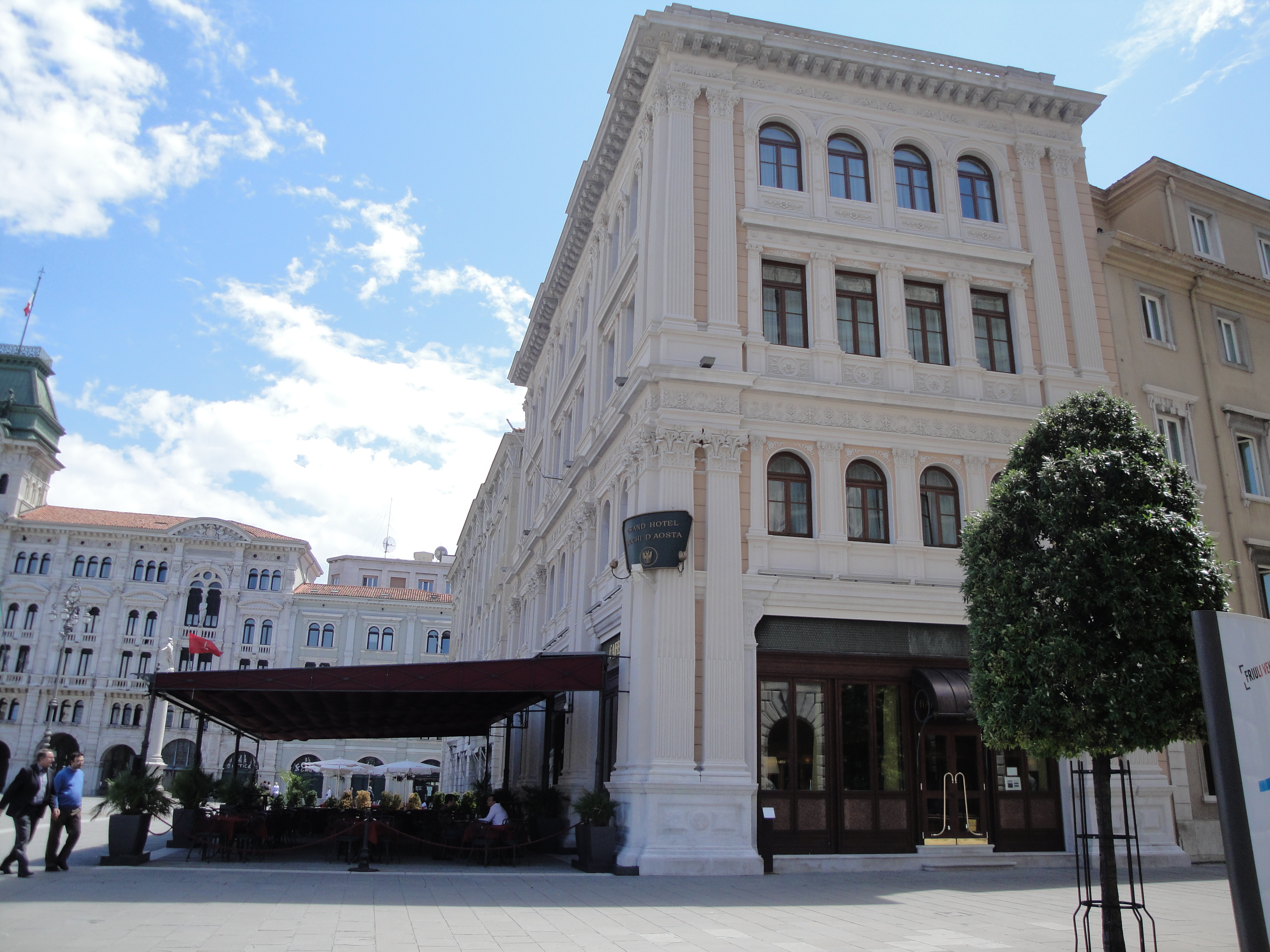
Vue latérale du bâtiment.

Depuis le XIVe siècle, sur le site de l'hôtel, se trouve un bâtiment destiné à l'accueil des voyageurs, connu sous le nom d'Hospitium Magnum. Initialement construit pour abriter les marchands de passage dans la ville, il acquiert au fil des siècles une réputation considérable, à tel point qu'au XVIIe siècle Marie-Madeleine d'Autriche (1589-1631) y séjourne, en route pour Florence en 1608 pour épouser le grand-duc de Toscane Cosme II de Médicis, ainsi que l'infante d'Espagne Marie-Anne d'Autriche (1606-1646), lors de son passage à Trieste en 1631 alors qu'elle se rend à Vienne pour son mariage avec Ferdinand III (empereur du Saint-Empire),.
En 1727, à la place de l'Hospitium Magnum et de l'Osteria del Dazio adjacente, la municipalité de Trieste fait construire l'Osteria Grande, qui moins de 40 ans plus tard, en 1765, est restaurée et agrandie pour pouvoir accueillir des voyageurs illustres, prenant le nom de Locanda Grande. Parmi les personnalités ayant séjourné dans la nouvelle auberge figurent l'amiral Horatio Nelson, Giacomo Casanova, Carlo Goldoni, l'écrivain romantique français François-René de Chateaubriand, les empereurs Joseph II et Léopold II, Joachim Murat et le futur roi de Suède et de Norvège Charles XIV Jean,,,.
Alors qu'il séjourne à la Locanda Grande le 8 juin 1768, l'archéologue et historien de l'art Johann Joachim Winckelmann est tué, poignardé par son voisin de chambre Francesco Arcangeli,.
En 1847, lors des transformations urbaines qui affectent la place, la Locanda Grande est démolie et en 1873, les Assicurazioni Generali, alors propriétaires de la zone, commandent aux architectes Eugenio Geiringer et Giovanni Righetti la construction d'un nouvel hôtel à sa place portant le nom d'Hôtel Garni,,. En 1908, l'hôtel change son nom en Hôtel Vanoli, du nom du nouveau propriétaire, et en 1912, il est l'un des premiers bâtiments de la ville à être équipé de l'électricité. Le nom Vanoli est conservé jusqu'en 1972, date à laquelle l'hôtel devient le Gran Hotel Duchi d'Aosta,,.

## Description

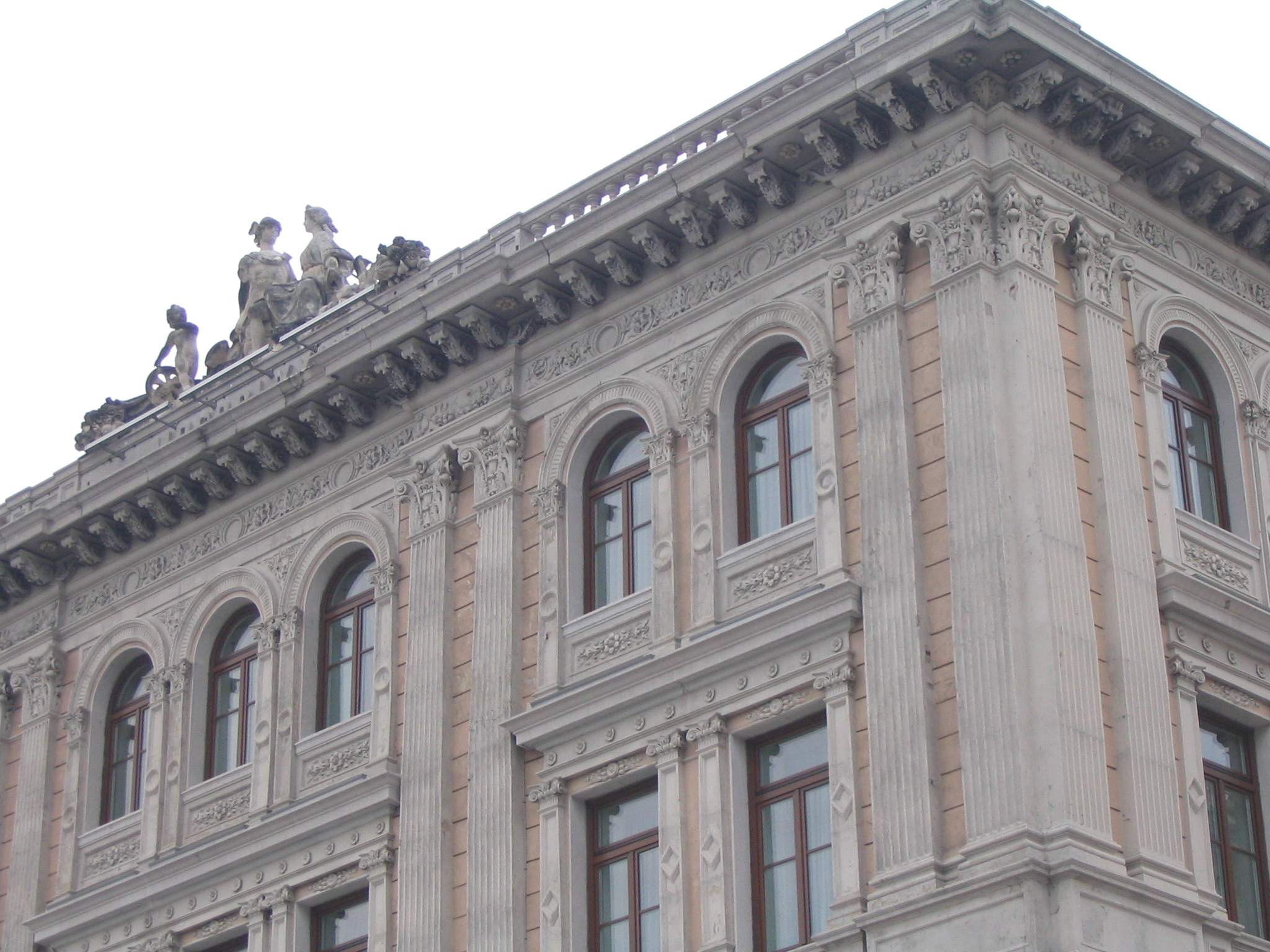
Détail du décor de la façade principale.

Le bâtiment est situé sur la Piazza Unità d'Italia, entre le Palazzo Pitteri et le Palais Lloyd Triestino, en face du Palazzo Stratti.
Conçu par Eugenio Geiringer et Giovanni Righetti en 1873, il a un plan rectangulaire et s'étend sur quatre étages de hauteur. La façade principale, qui donne sur la Piazza Unità d'Italia, a un style éclectique caractérisé par des formes linéaires. Le rez-de-chaussée est occupé par un bar-restaurant, tandis que les trois étages suivants présentent tous une série de sept fenêtres tripartites, séparées par des lésènes corinthiens. Au sommet des premier et troisième étages, un cadre est décoré de motifs floraux ; des motifs similaires sont également présents sous les fenêtres individuelles.
La façade est couronnée par une balustrade à colonnes, au centre de laquelle se détache la date en chiffres romains « MDCCCLXXIII » pour commémorer l'année de construction. Au-dessus de l'inscription, un groupe sculptural est formé d'une statue féminine, représentation de Trieste, et de la figure masculine de Mercure, dieu du commerce. Derrière Mercure, figure un putto, et le groupe sculptural est complété latéralement par deux cornes d'abondance.

## Galerie d'images

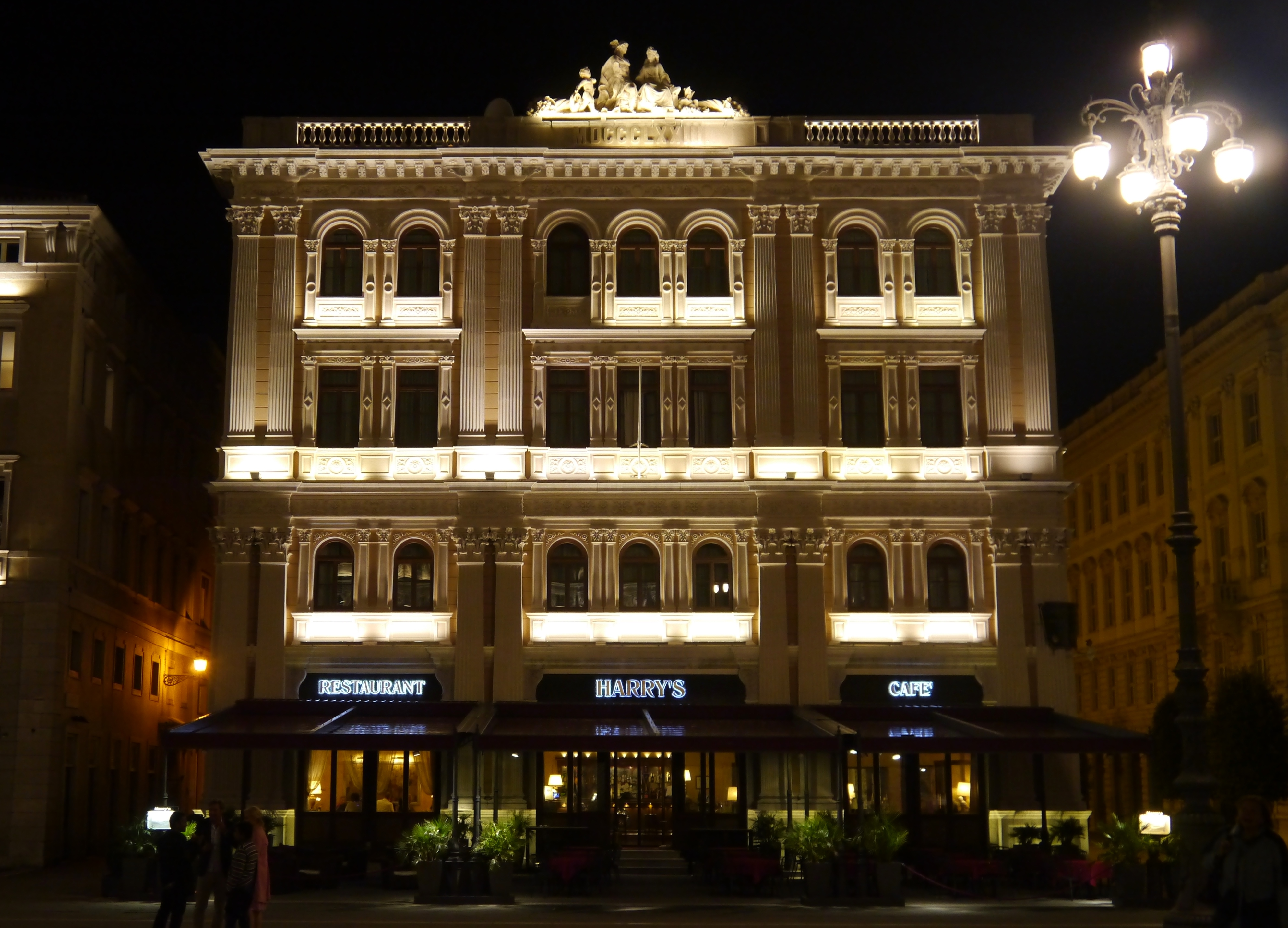
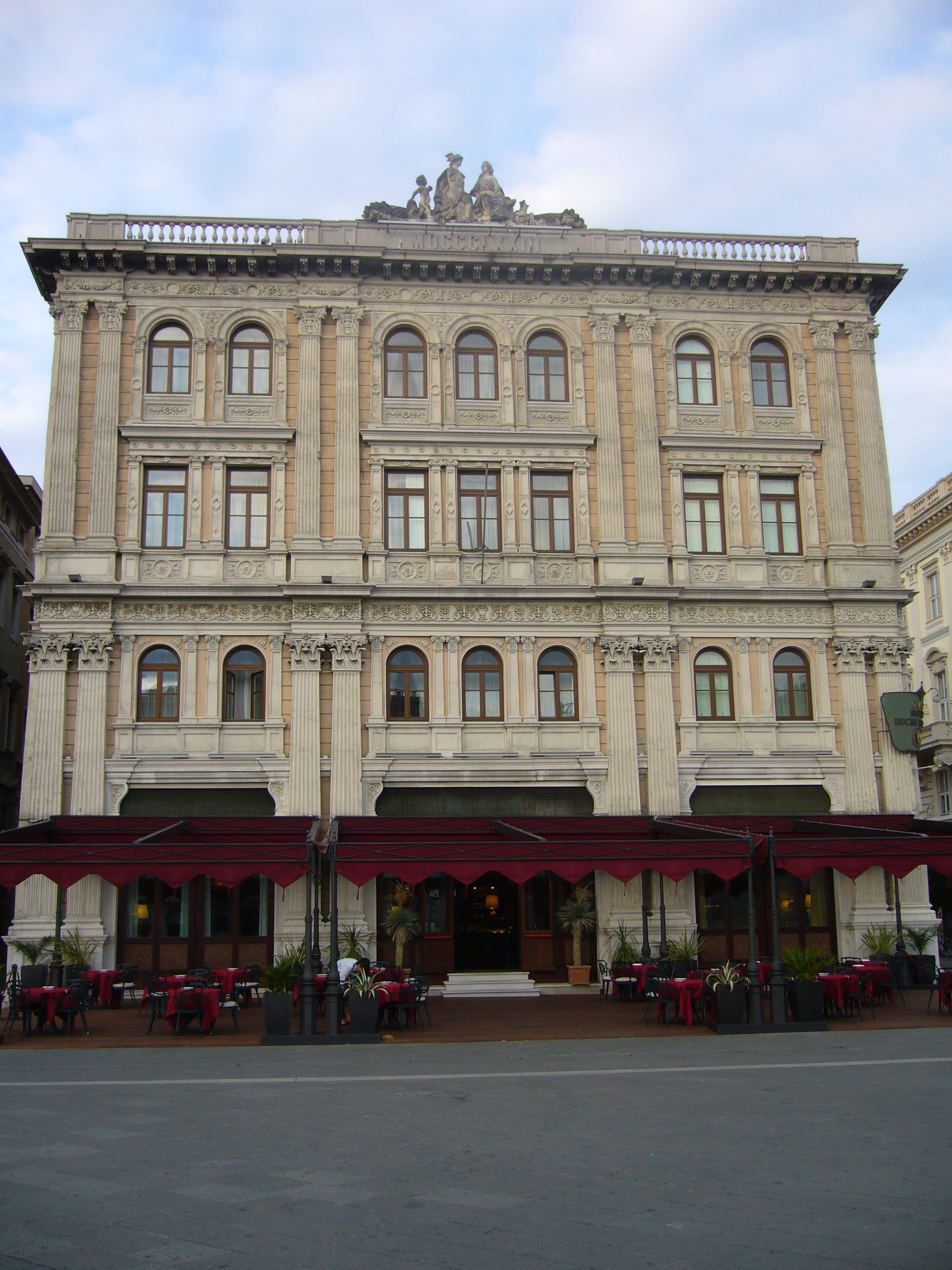
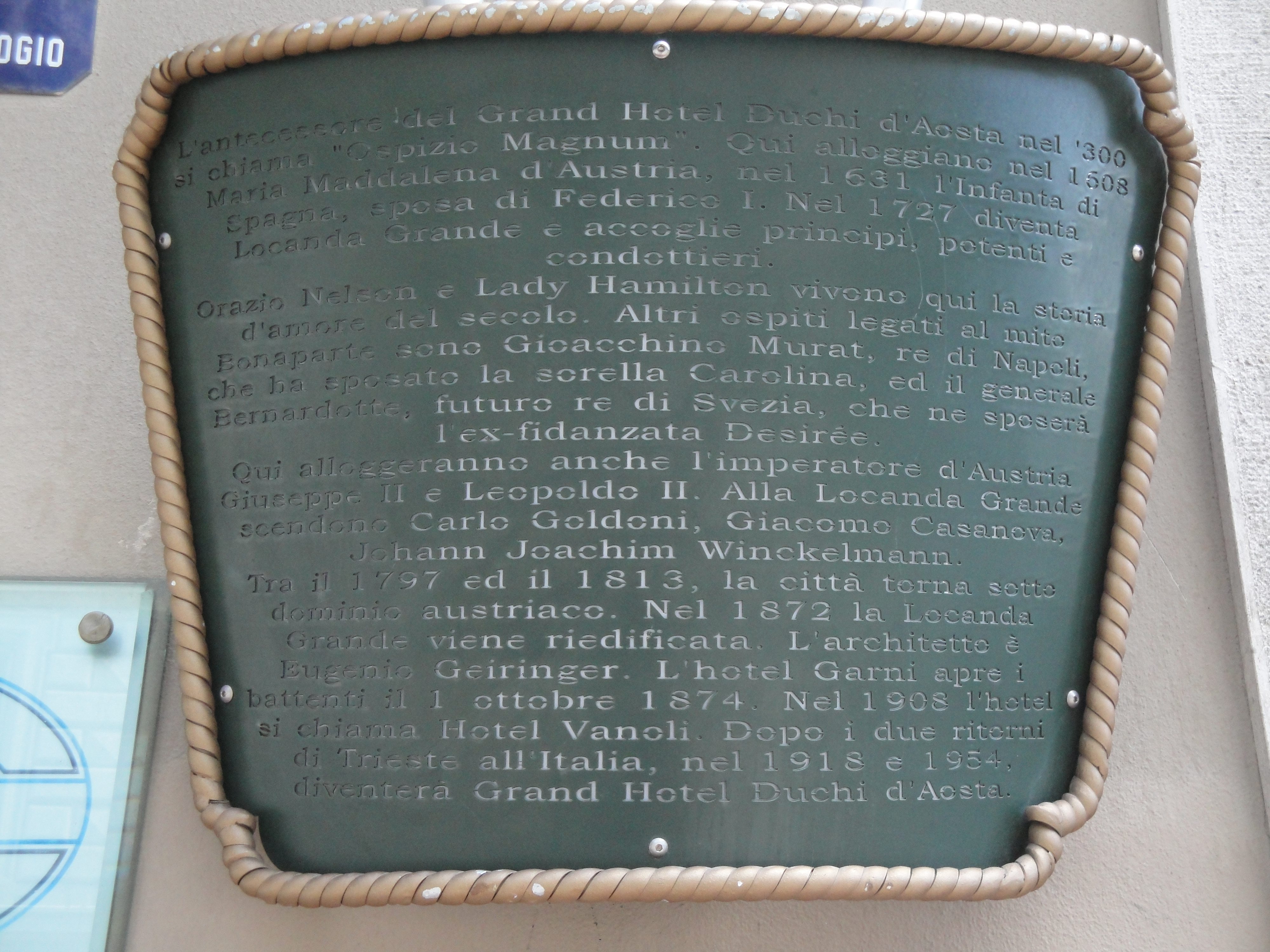